# NGC 4853
NGC 4853 је елиптична галаксија у сазвежђу Береникина коса која се налази на NGC листи објеката дубоког неба.
Деклинација објекта је + 27° 35' 45" а ректасцензија 12h 58m 35,4s. Привидна величина (магнитуда) објекта NGC 4853 износи 13,4 а фотографска магнитуда 14,4. NGC 4853 је још познат и под ознакама UGC 8092, MCG 5-31-48, CGCG 160-68, DRCG 27-43, IRAS 12561+2752, 2ZW 67, KUG 1256+278B, PGC 44481.